# Ancylostoma caninum
Espèce
Ancylostoma caninum est une espèce de nématodes de la famille des Ancylostomidae. Il s'agit d'un parasite interne infectant principalement les chiens, mais également de nombreux carnivores et qui peut être responsable de dermatites ou d'entérites chez l'humain.

## Répartition
La température et l'humidité jouent un rôle important dans la survie de A. caninum durant les phases de vie externe du parasite, c'est pourquoi celui-ci se rencontre principalement dans les régions tempérées, tropicales ou subtropicales,. Dans les pays d'Asie du Sud-Est et au Sri Lanka, A. caninum est responsable de la plupart des ankylostomoses des chiens.

## Espèces infectées
A. caninum infecte principalement le petit intestin des chiens,,, mais peut également infecter de nombreux carnivores comme les loups, les renards – tel le Renard véloce, – et les chats. Quelques cas d'infection de l'humain sont enregistrés,.

## Cycle de vie

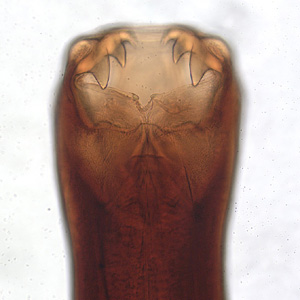
Ancylostoma caninum se nourrit du sang de ses hôtes. Tête du nématode.

A. caninum, qui mesure environ 2 cm de long, absorbe le sang de son hôte et provoque de multiples petites hémorragies. Chez le chien, le chiot peut être infecté par la mère lors de la tétée. Les œufs sont expulsés par l'hôte dans les matières fécales. Les œufs éclosent et les larves sont capables d'infecter un nouvel hôte au bout d'une semaine. Le parasitage par A. caninum peut être asymptomatique ou conduire à la mort de l'hôte. La qualité de l’alimentation, l'âge, une exposition antérieure au parasite ou la vermifugation améliorent le taux de survie,.
En marchant pieds nus sur un terrain infecté par les larves, les humains peuvent être infectés. A. caninum est responsable de zoonoses, souvent des dermites. Dans quelques cas, le parasite atteint le système digestif et provoque des entérites.

## Classification
Le nom valide complet (avec auteur) de ce taxon est Ancylostoma caninum (Ercolani, 1859).
L'espèce a été initialement classée dans le genre Sclerostoma sous le protonyme Sclerostoma caninum Ercolani (d), 1859.
Ancylostoma caninum a pour synonymes :
- Ancylostoma caninum Ercolani, 1859
- Ancylostoma canium (Ercolani, 1859) Hall, 1913
- Sclerostoma caninum Ercolani, 1859